# ۸۷۷ (خورشیدی)
۸۷۷ هشتصد و هفتاد و هفتمین سال هجری خورشیدی است.